# Friends with Benefits (série de televisão)
Friends with Benefits (Amigos Coloridos em Portugal)  é uma série de televisão dos Estados Unidos criada por Brian Grazer, Scott Neustadter e Michael H. Weber de "Arrested Development". É dirigida por David Dobkin, que comandou “Bater ou Correr em Londres”

## Enredo
A série segue um grupo de amigos que vivem em Chicago. Eles têm uma amizade, digamos, 'meio colorida' entre dois dos amigos, que estão cada procurando o companheiro perfeito, e os outros que questionam seu relacionamento, mas, ao mesmo tempo, têm seus próprios problemas românticos para se preocupar.8 Temporada

## Elenco
- Ryan Hansen como Ben Lewis, um cara que não tem pressa para encontrar a garota certa para ele. Enquanto isso, dorme com sua "amiga", Sara.
- Danneel Ackles como Sara Maxwell, é uma das "amiguinhas" de Ben, ela é médica. Ao contrário de Ben, ela está desesperada para encontrar o cara certo.
- Jessica Lucas como Riley Elliot, uma garçonete e companheira de quarto da Sara. Ela é muito descontraída e se envolve com muitos homens.
- Zach Cregger como Aaron Greenway, um engenheiro rico, nerd que quer conhecer mulheres, mas, ao mesmo tempo, não consegue encontrar potencial suficiente.
- Andre Holland como Julian 'Fitz' Fitzgerald, companheiro de quarto de Aaron. Ele realmente adora conhecer mulheres e sair com seus amigos.